# John McCain
John Sidney McCain III. (29. srpna 1936 Coco Solo, Panamské průplavové pásmo – 25. srpna 2018 Cornville, Arizona) byl americký politik, člen Republikánské strany a senátor za stát Arizona. Byl veteránem války ve Vietnamu. V roce 2008 za Republikánskou stranu kandidoval v prezidentské volbě, kterou vyhrál jeho soupeř, kandidát Demokratické strany Barack Obama.

## Rodina a vzdělání
Narodil se v rodině amerického důstojníka Johna S. McCaina, Jr. (1911–1981) v roce 1936 na americké vojenské základně v Panamském průplavovém pásmu, které v té době bylo výsostným územím USA. Jeho otec i dědeček byli oba čtyřhvězdičkovými admirály válečného námořnictva USA. Také jeho starší sestra Sandy a mladší bratr Joe působili na různých postech válečného námořnictva.
V roce 1951 se rodina McCainů usadila v severní Virginii. John McCain vystudoval v roce 1954 episkopální střední školu v Alexandrii. V roce 1958 ukončil studium na Námořní akademii Spojených států v Annapolis.

## Vojenská služba

### Válka ve Vietnamu
Války ve Vietnamu se účastnil od roku 1967 jako námořní letec. V červenci téhož roku bylo jeho letadlo A-4 Skyhawk v Tonkinském zálivu ještě před vzlétnutím z paluby mateřské lodi USS Forrestal zasaženo při neúmyslném odpálení rakety Zuni. McCain unikl z letadla chvíli před tím, než jedna z bomb na palubě jeho letadlo rozmetala. Během následného požáru zahynulo 132 členů posádky, sám McCain byl střepinami zasažen do nohy a do hrudi.
O tři měsíce později byl sestřelen nad Hanojí při náletech na Severní Vietnam během operace Rolling Thunder. Stihl se katapultovat a se zlomenou nohou a rukou byl zajat. Propuštěn byl po více než pěti letech, když odmítl výměnu za Vietnamce zajatého armádou USA. V zajetí byl mučen a dva roky strávil na samotce, kde se pokusil spáchat sebevraždu. Po návratu do USA prošel rekonvalescencí a vrátil se do služby. Od doby zajetí měl trvalé psychické i fyzické následky. Nebyl schopen zvednout ruce výš než před sebe.
Za svou službu obdržel celkem pět vysokých amerických vojenských vyznamenání.

## Politická kariéra

### Senátor

Setkání s prezidentem Ronaldem Reaganem - 1987

Po odchodu z armády vstoupil do politiky. V roce 1982 byl zvolen do Sněmovny reprezentantů a v roce 1986 byl zvolen senátorem za stát Arizona. Tuto funkci poté pětkrát obhájil ve volbách v letech 1992, 1998, 2004, 2010 a 2016.
Většinou podporoval politiku republikánské administrativy prezidenta Ronalda Reagana, ale postavil se např. proti Reaganově snaze vetovat americké ekonomické sankce vůči rasistickému režimu v Jihoafrické republice. Později se např. zasazoval o vyšší zdanění cigaret spolu s demokratickou administrativou prezidenta Billa Clintona.

### Skandál Keating Five
Skandál zvaný Keating Five propukl v roce 1989 na pozadí širší úvěrové krize, která se v té době ve Spojených státech odehrávala, a týkal se korupce a machinací při získávání finančních příspěvků na politickou kampaň.
McCain byl spolu s dalšími čtyřmi senátory USA (A. Cranston, D. DeConcini, J. Glenn a D. W. Riegle) obviněn z korupce způsobené záměrně liknavou intervencí v případu banky Lincoln Savings & Loans, jejíž předseda Charles H. Keating se dopouštěl účetních podvodů a překračoval kvótu banky pro přímé investice (podle pozdějšího vyšetřování o 615 milionů dolarů). Keating byl velmi blízkým McCainovým přítelem (několikrát i s rodinami trávili společně dovolenou na Bahamách) a taktéž přispěvatelem na jeho politickou kariéru (v letech 1984–1989 převedl na jeho účet cca 112 tisíc dolarů).
V několika setkáních, kterých se McCain a další čtyři senátoři účastnili, na ně Keating tlačil, aby zdrželi, zmírnili nebo úplně zvrátili výsledek vyšetřování. McCain měl možnost proti Keatingovi zasáhnout, ale místo toho jej začal obhajovat – napsal několik dopisů úředníkům Bílého domu a bankovním dohlížitelům. Banka Lincoln S&L následně zkrachovala a poté byla vykoupena státem. Tato operace stála daňové poplatníky 2 miliardy dolarů (v rámci krize ostatních úvěrových bank 3,4 mld dolarů). Drtivá většina z 23 tisíc vkladatelů do Lincoln S&L přišla o všechny své úspory.
Na podzim 1990 začal skandál zkoumat senátní výbor pro etiku. McCain byl výborem vyslýchán, nakonec z aféry vyšel jen s pokáráním. Jeden ze závěrů výboru pro etiku uvádí, že „senátor McCain předvedl ubohý úsudek při intervenci s regulátory“. McCain se stal kritikem sponzorských darů obřích korporací politickým stranám, ale dál hájil deregulaci a mechanismy volného trhu.

### Prezidentské primárky 2000
V republikánských primárkách v roce 2000 se pokoušel o prezidentskou nominaci, ale byl poražen Georgem Bushem.

### Prezidentská kampaň 2008

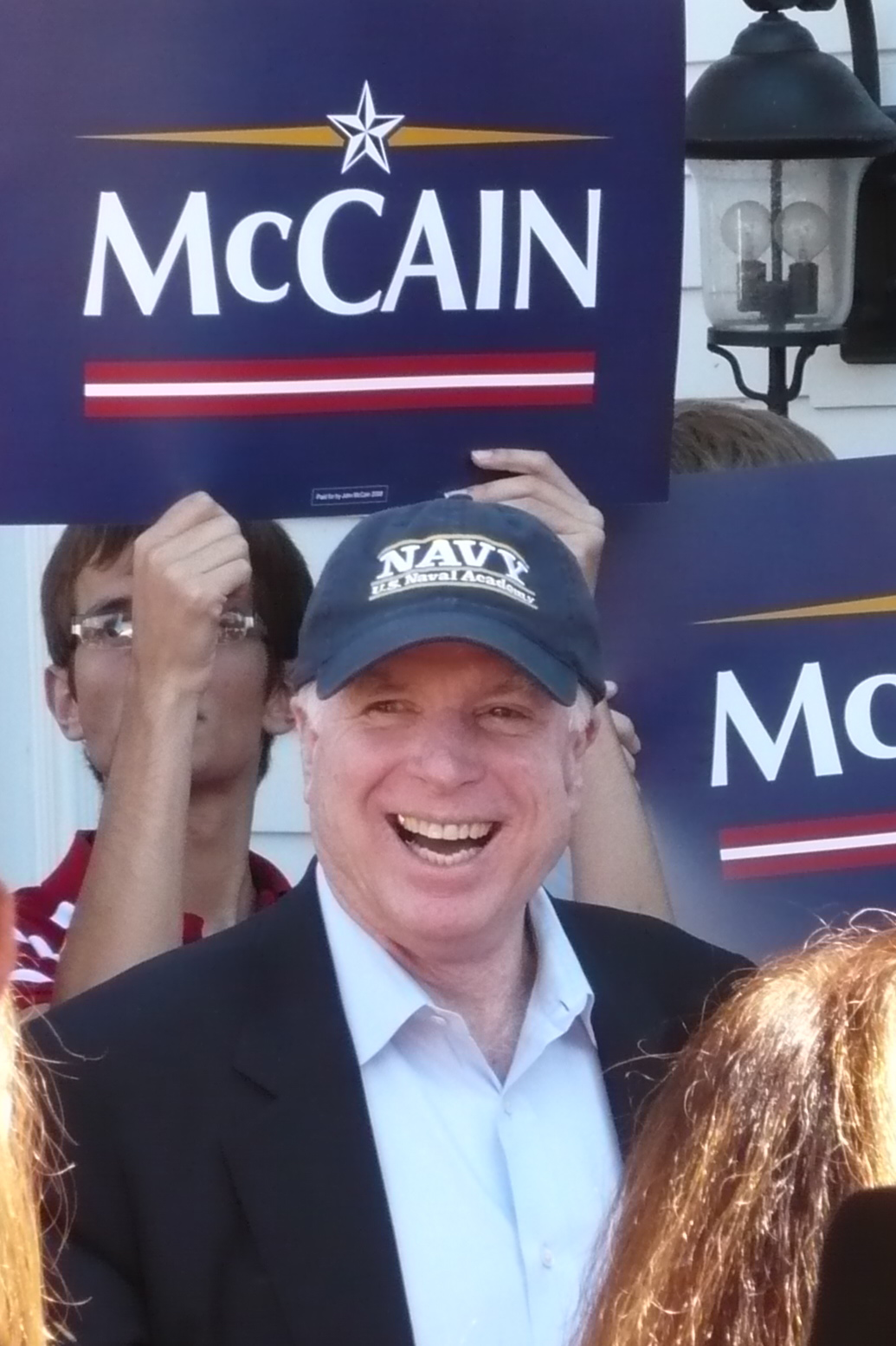
McCain během kampaně v září 2007

#### Boj o nominaci
John McCain byl jedním z kandidátů pro prezidentské volby v roce 2008. Bývalý starosta New Yorku Rudy Giuliani, který byl zpočátku považován za favorita primárek, se vzdal kandidatury po špatných výsledcích v prvních primárkách a stranických shromážděních a doporučil svým voličům právě Johna McCaina. Během 5. února 2008 získal McCain výhrou v 9 státech většinu delegátů, což z něho učinilo jasného favorita primárek. Na konci února 2008 získal přes 1 200 delegátů národní republikánské konvence, což mu zaručilo potřebný počet hlasů pro oficiální prezidentskou nominaci za Republikánskou stranu. Předstihl tak v tu chvíli nerozhodnuté demokraty a hlavně vyhrál poměrně nečekaně, neboť mnoho analytiků tehdy preferovalo jiné republikánské kandidáty jako byl Mitt Romney. Ostatní republikánští kandidáti postupně stáhli svou kandidaturu.

#### Kandidátka na viceprezidentku
V den svých 72. narozenin McCain oznámil, že jeho spolukandidátkou na post viceprezidentky USA se stala guvernérka státu Aljaška, Sarah Palin. Ta tak byla druhou ženskou kandidátkou pro tento úřad. První byla Geraldine Ferraro za Demokratickou stranu.

#### Souboj s Barackem Obamou
McCain dlouho v průzkumech veřejného mínění ztrácel na kandidáta demokratů Baracka Obamu. Poprvé jej v průzkumech předstihl v srpnu 2008 poté, kdy spustil svoji negativní kampaň, v níž napadal svého rivala a přirovnával jej k celebritám typu Paris Hilton nebo Britney Spears. Demokraté později odpověděli podobnou negativní kampaní a McCain opět v průzkumech ztrácel.
Po republikánském sjezdu počátkem září McCain získal v průzkumech veřejného mínění převahu nad svým oponentem o 4 procenta hlasů. I politologové citovaní samotným USA Today, který si průzkum objednal, ale uvedli, že podobné nárůsty v podpoře voličů bývají po sjezdech obvyklé a většinou dlouho netrvají.

#### Volební televizní debaty
Od počátku října do volebního dne proběhly tři televizní celostátně vysílané debaty mezi prezidentskými kandidáty a jedna mezi kandidáty na viceprezidenta. Debaty trvaly přibližně hodinu a půl; moderátor debaty vybíral různá adekvátní témata a u každého, po dvouminutových úvodních slovech obou kandidátů, následovala pětiminutová diskuse, většinou o sporných bodech a jejich obhajobou u toho kterého kandidáta.
Televizní debatu, která proběhla 7. října 2008, vyhrál podle bezprostředních anket mezi diváky stanic CNN a CBS demokratický kandidát Barack Obama. Duel se přitom konal za situace, kdy McCain naléhavě potřeboval zvrátit rostoucí podporu soupeře nejen na celostátní úrovni, ale i v klíčových státech, kde je souboj nejtěsnější. Podle průzkumu pro CNN považovalo za vítěze Obamu 54 % diváků, McCaina jen 30 %. V otázce ekonomické krize měl Obama dvacetiprocentní náskok.

#### Zneužití písněRunning on Empty
V srpnu 2008 rocker Jackson Browne zažaloval Johna McCaina za to, že využil bez svolení ve své kampani píseň Running on Empty z roku 1977. V červenci 2009 spor se zpěvákem Jacksonem Brownem prohrál. Republikáni v  čele s  McCainem museli vydat veřejnou omluvu za nezákonné využití písně a součástí dohody bylo i finanční odškodnění, jehož výše nebyla zveřejněna. McCain podle textu omluvy nevěděl, že jeho volební štáb neměl od Browna souhlas s užitím písně.

#### Prohra v prezidentských volbách
Dne 4. listopadu 2008 prohrál v prezidentských volbách s demokratickým kandidátem Barackem Obamou (ztratil mj. rozhodující „nerozhodné“ státy Floridu, Ohio a Pensylvánii). [zdroj?] Barack Obama se stal 20. ledna 2009 prezidentem USA.

### Politické postoje

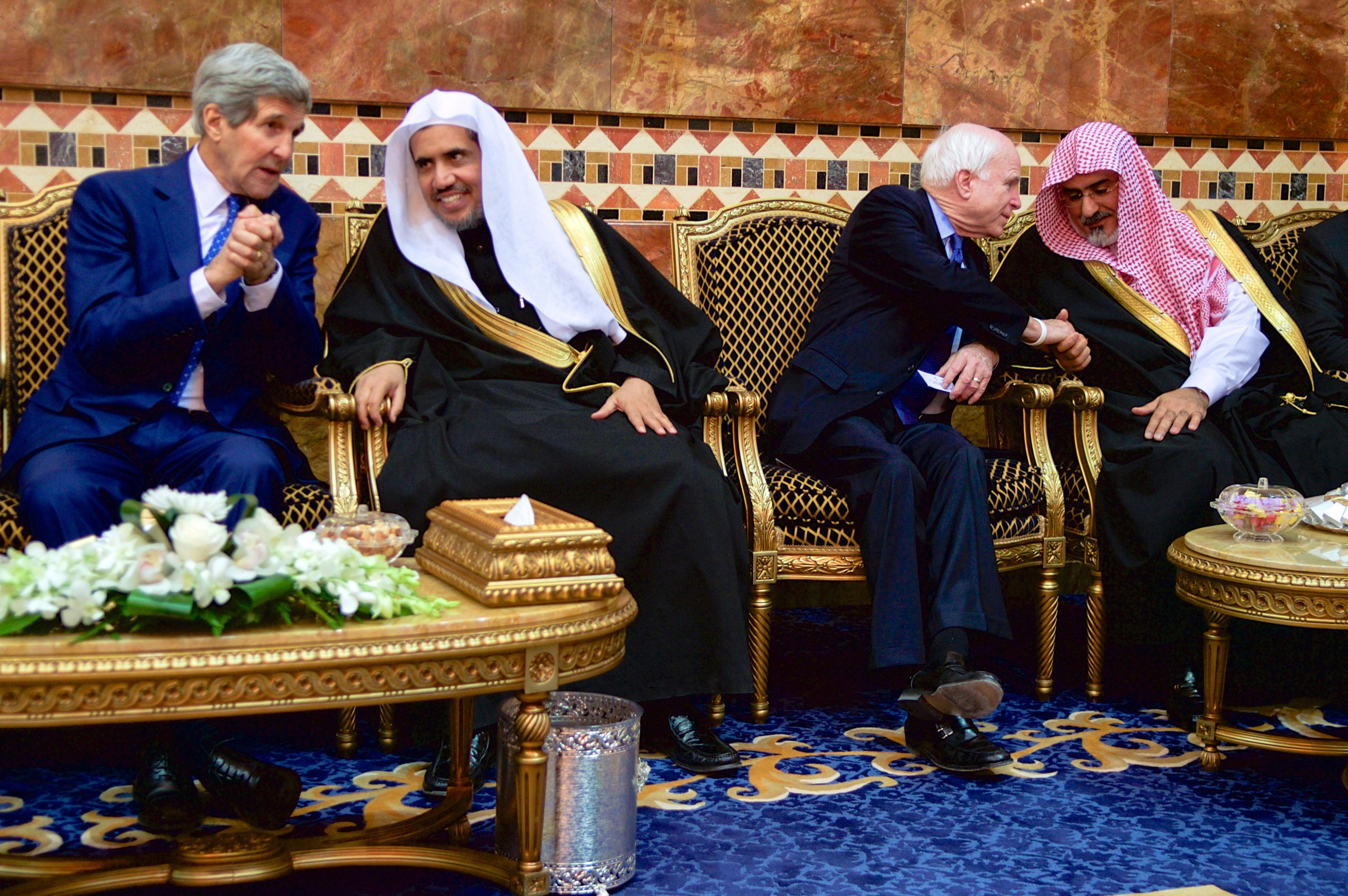
McCain po návštěvě krále Salmána v jeho paláci v Rijádu v Saúdské Arábii v lednu 2015

McCain měl pověst zahraničně politického jestřába. Podporoval expanzi NATO na východ a vybudování systému protiraketové obrany v Evropě, který by byl namířen proti Rusku.
V říjnu 2002 jako senátor hlasoval pro americkou invazi do Iráku. Byl proti stahování amerických vojáků z Iráku. Prezidenta Obamu obvinil, že je „přímo zodpovědný“ za masakr v Orlandu v roce 2016, ke kterému se přihlásil Islámský stát, protože podle McCaina, když Obama v roce 2011 „stáhl vojáky z Iráku, tak se al-Káida přemístila do Sýrie, kde se přetvořila v Islámský stát, a Islámský stát je dnes to co je díky chybám Baracka Obamy“. McCain také kritizoval Obamu za jeho pokus o zlepšení vztahů s Kubou.
Patřil mezi nejhlasitější zastánce vojenské intervence NATO v Libyi v roce 2011 a libyjské protivládní povstalce označil za „své hrdiny“.
Prosazoval vyzbrojování protivládních povstalců v občanské válce v Sýrii a sám se dokonce v roce 2013 vydal na cestu na sever Sýrie do oblasti kontrolované rebely, kde se setkal s veliteli povstalců.
McCain podpořil protivládní protesty na Ukrajině zvané Euromajdan a v prosinci 2013 měl projev na Náměstí Nezávislosti v Kyjevě. Po svržení proruského prezidenta Janukovyče a vzniku separatistické Doněcké republiky, McCain volal po vyzbrojení ukrajinské armády a podpoře jejího boje proti proruským povstalcům. Sankce proti Rusku označil za nedostatečné.
V roce 2015 jako šéf senátního branného výboru McCain podpořil saúdskou vojenskou intervenci v Jemenu. V Senátu v roce 2017 hlasoval proti návrhu senátorů Randa Paula a Chrise Murphyho, kteří požadovali omezení prodeje amerických zbraní do Saúdské Arábie, protože Saúdové porušují lidská práva a páchají válečné zločiny v Jemenu. Návrh nakonec neuspěl.
Byl kritikem Donalda Trumpa, kterého odmítl podpořit v prezidentských volbách roku 2016, souhlasil ale s Trumpovou konfrontační politikou vůči Íránu. V minulosti McCain dokonce žertoval o bombardování Íránu.

## Soukromý život
V červenci 2017 se McCain musel uchýlit do nemocnice, kde mu byla z mozku vyoperována krevní sraženina. Přitom bylo zjištěno, že senátor trpí zhoubným nádorem na mozku, odborně zvaným glioblastoma multiforme. 
Dne 24. srpna 2018 McCainova rodina oznámila, že se senátor rozhodl pro ukončení léčby. Následujícího dne poté zemřel ve svém domě v Cornville ve státě Arizona. Někteří čeští politici včetně Miroslava Kalouska, Petra Fialy a Tomáše Prouzy po jeho skonu ocenili McCaina jako morální vzor a bojovníka za svobodu.

## Knihy
John McCain napsal ve spolupráci s Markem Salterem následující knihy:
- 1999 – Faith of My Fathers, ISBN 0-375-50191-6 (v roce 2005 zpracováno pro televizi)
- 2002 – Worth the Fighting For, ISBN 0-375-50542-3
- 2004 – Why Courage Matters: The Way to a Braver Life, ISBN 1-4000-6030-3
- 2005 – Character Is Destiny: Inspiring Stories Every Young Person Should Know and Every Adult Should Remember, ISBN 1-4000-6412-0
- 2007 – Hard Call: Great Decisions and the Extraordinary People Who Made Them, ISBN 978-0-446-58040-3
- 2018 – The Restless Wave: Good Times, Just Causes, Great Fights, and Other Appreciations, ISBN 978-1-5011-7800-9 (hardcover); česky 2018 Nepokojná vlna: Dobré časy, správné cíle, skvělé boje a další důvody k vděčnosti, ISBN 978-80-7611-001-4